# Sławskoje
Sławskoje (ros. Славское, do 1931 w niem. Creuzburg in Ostpreussen, do 1946 w niem. Kreuzburg (Ostpr.), pol. Krzyżbork, lit. Pronyčiai) – osiedle typu wiejskiego (dawne miasto) w obwodzie królewieckim w Rosji.
Miejscowość położona około 20 kilometrów na południe od Królewca, administracyjnie należy do powiatu bagrationowskiego.

## Historia

Akt oddania się stanów pruskich królowi Polski Kazimierzowi IV Jagiellończykowi i Koronie Królestwa Polskiego, 1454

W 1240 na miejscu starszego grodu pruskiego, Krzyżacy zbudowali zamek obronny, wokół którego rozwinęła się osada. W 1315 osada otrzymała prawa miejskie według prawa chełmińskiego. W 1414 została zdobyta przez wojska polskie. W 1440 miasto przystąpiło do antykrzyżackiego Związku Pruskiego. W 1454 po prośbie Związku Pruskiego król Polski Kazimierz IV Jagiellończyk przyłączył Prusy z Krzyżborkiem do Polski, jednakże w 1455 miasto musiało się poddać Krzyżakom. Po pokoju toruńskim pozostało w rękach krzyżackich, jednakże jako polskie lenno. Przed 1525 Krzyżbork był siedzibą jednego z czternastu archiprezbiteratów diecezji warmińskiej. Po wypowiedzeniu posłuszeństwa Polsce przez Krzyżaków i wybuchu kolejnej wojny polsko-krzyżackiej zajęty w 1520 przez Polaków. Po 1525 pozostało pod zwierzchnictwem polskim jako część Prusy Książęcych (do 1657). Miasto położone poza głównymi szlakami komunikacyjnymi pozostawało na uboczu rozwoju gospodarczego Królestwa Prus i liczba jego mieszkańców nie przekraczała w ciągu historii 2000 osób.
W 1818 miał miejsce wielki pożar miasta. Od 1819 miasto należało do powiatu (Landkreis) Iława Pruska. Od 1871 stał się częścią nowo powołanego Cesarstwa Niemieckiego. W 1908 otwarto linię kolei wąskotorowej do Tharau. Podczas II wojny światowej miejsce zaciętych walk podczas operacji wschodniopruskiej (zdobyte 8 lutego 1945), które zniszczyły prawie całkowicie zabudowę miejską. Po wojnie miejscowość włączono do ZSRR i pozbawiono praw miejskich. W 1946 nazwę miasta zmieniono na Sławskoje. Ruiny murów zamku krzyżackiego i kościoła z XIV w.